# MySims
MySims je naslov iz EA Gamesa za Wii i Nintendo DS baziran na Maxisovom The Sims serijalu.

## Način igre
Wii verzija MySimsa počinje s useljavanjem igračeva lika u gradić kojeg treba ponovno naseliti. Stoga je igračev posao da 'poslovnjake' i obične građane vrati u grad putem hotela. Gradi njihove kuće isto kao i namještaj, a zauzvrat dobiva posebne predmete i odjeću za Simove. Kako se povećava populacija grada, otključavaju se novi posjedi u gradu gdje igrač mora naseliti još ljudi. Uskoro bi grad trebao vrviti od ljudi.
Suprotno tome, u Nintendo DS verziji igrač radi u odmorištu gdje mu je zadatak ugoditi turistima.
Ova igra ne sadrži sekciju s potrebama.

## Sadržaj
Osim kreiranja Mii-sličnog lika, igrači još mogu mijenjati svoje kuće i izrađivati namještaj i kućanske aparate koristeći selekciju građevinskih kocaka. To igraču daje više mogućnosti pri gradnji, koristeći i blueprintove i udaljavajući se od uobičajene Sims tradicije, igrači mogu naručivati namještaj iz virtualnog kataloga. Postoji do 80 likova za upoznavanje u Wii verziji (30 u Nintendo DS verziji), uključujući poludjelog znanstvenika, kuhara i mađioničara između ostalih. Neki od ovih likova mogu zatražiti od igrača da izradi stvari za njih; na primjer, kuhar bi mogao tražiti da mu izradi peć. Kao i u ostalim Sims igrama, upoznavanje ljudi i formiranje veza je jedan od ciljeva igre. U igri igrač može i uzgajati cvijeće i biljke izvan kuće sadnjom sjemena.

### Dizajn likova
U usporedbi s ostalim Sims naslovima, MySims ima jače izraženu anime stranu izleda. Ovo je bila ponajprije ideja Emmy Toyonagae. Za Nintendo Official Magazine je izjavila: "Pa, Mario i ostali Nintendovi likovi su većinom niski i zdepasti. Također, pošto sam iz Japana, naučila sam se da zabavne igre imaju niže i punašnije likove. I onda su mi ovi likovi na neki način došli sami od sebe." U Nintendo Poweru, dizajner Robin Hunicke je rekao kako je dizajn likova upotpunjen mladošću, i da je estetika likova birana po svjetskim prodajama igara, a prošle Sims igre baš i nisu prošle najbolje u Japanu kao u ostatku svijeta.Prema Official Nintendo Magazineu jedan od likova u MySims, 'Chaz', je baziran na njihovom uredniku, Chandra Nairu.

## Kontrole
U Wii verziji, za kretanje se koristi Nunchuk, a Wii Remote za pomicanje predmeta i gradnju. U Nintendo DS verziji se koristi mikrofon i ekran na dodir. Ova verzija se također sastoji i od velikog broja mini igara, uključujući, pecanje, na primjer.

## Prihvaćenost
MySims je primila različite komentare od medija. Iako je obično hvaljena za grafički smjer i šarm, bila je i kritizirana zbog jednostavnosti. Gamesmaster ju je ocijenio s 90%. Dok joj je Game Informer dao ocjenu 8 od 10, Gametrailers.com i Gamespot su otišli u drugom smjeru i igri dali 6.8 i 6.5 od 10, s poštovanjem. Official Nintendo Magazine je igri dao vrlo dobar postotak, 94%, a Nintendo Power i IGN su joj dali 7.0 od 10. Ngamer je Wii verziji dao 90%, a DS verziji lošijih 58%. Igra je kritizirana zbog kratkih učitavanja kod nekih manjih akcija, i zbog više građevinskog smjera Sima, nego socijalnog.

## Još pogledajte
- Animal Crossing

## Vanjske poveznice
- Službena MySims web stranica
- MySims  Arhivirana inačica izvorne stranice od 23. listopada 2007. (Wayback Machine) na Gamespotu